# 黒蘭
『黒蘭』（こくらん、英語表記KOKURAN）および『黒蘭～反逆の黒髪～』は、近藤るるるによる日本の漫画作品。ネオ・オリエンタル・ファンタジーと銘打たれた時代劇風ファンタジー。

## 掲載・出版
もともとは「月刊アスキーコミック」で『ハイパーあんな』を連載していた近藤が、同誌の廃刊・新創刊「コミックビーム」への移行の際、「ビーム」での連載用として構想していた。その時の仮題は『ロリータ侍楓ちゃん』。しかし、この時はアスキー出版局（現アスペクト）の編集側から『ハイパーあんな』連載続行の希望が伝えられた為、立ち消えとなった。
当初は『月刊エースネクスト』（角川書店）で1999年9月号から2002年5月号まで連載され、後に『月刊コミックドラゴン』（富士見書房）にて2002年10月号から2003年4月号まで連載。その後、『月刊コミックドラゴン』の後継誌である同社の『月刊ドラゴンエイジ』で2003年5月号から2004年5月号まで連載された。
上述の連載移動に伴い後期の本作には『反逆の黒髪』という副題が付与されたが、ストーリーとキャラクターは連載開始から終了まで一貫している。単行本は合計6冊が出版されており、内訳は物語の序盤から中盤までを収録した『黒蘭』全4巻、終盤の戦いと物語の結末を収録した『黒蘭～反逆の黒髪～』全2巻となっている。
作者の近藤は本作の出来を振り返り『はっきり言って「黒蘭」は失敗作です。』という後悔と自責の念を書き残している。

## あらすじ
所は日本のような国、時は戦国のような時代。
主人公・コクランは『サムライ』という特殊な職業に身を置く少女。
お供として仕えるカズラマルは忍術使い。
おかしな二人は、ある目的のために旅を続ける。
それはコクランの父母を死に追いやった新王・コクリュウの命を狙うこと、
そして奪われたコクランの感情を取り戻すことだった。
舞台は、江戸時代の日本がベースになっており、物語が進むにつれ幕末の雰囲気が顕著になってくる。

## 主な登場人物
コクラン
本作の主人公。前王ラクウショウの娘で、両親の仇を取るためコクリュウの命を狙っている。長い黒髪を携えて産まれたことから「黒蘭」に因んで名付けられた。周りの物を動かしたり、乳母を操ったりするなど、周囲を遠隔操作できる不思議な能力を持っていたため、ハクサンボクによって髪に特殊な金属・魂鋼（たまはがね）を付けられ、その力は収まっていった。かなり幼い頃（おそらく乳児）にしか使えなかったので、彼女自身もその能力についてはあまり覚えていない。感情が乏しい少女であるが、それは新王の精鋭に魂鋼を扱えるようにするため、魂を抜かれ魂鋼に封じ込められたからである。話が進むにしたがって精鋭の魂鋼を取り戻していき、徐々に感情豊かになっていく。剣術の達人。コクリュウの妻でもあるが、もちろん本人は認めていない。
カズラ（カズラマル）
コクランの付き人の忍者。女であるが、男の間で忍者として育てられたので、しばしば男と見間違いされる。大人の男性3人でやっと持ち上げられるコクランの魂鋼をカズラ1人で持ち上げることができる。忍者としても優秀で、精鋭との戦闘ではコクランと一緒に協力しながら戦っており、コクランからの信頼も厚い。御前試合が行なわれた後の3年の間に名前をカズラマルから本名のカズラに戻した。
ミヤマキリシマ
医者で、見た目は大柄で筋肉質な男性といったところ。孤児となってしまったサツキを引き取り育てている。
ケヤキ
女盗賊。初めは銀蘭を盗もうとしたが、それ以降改心し、コクラン達とは助けたり助けられたりの仲である。料理の腕が絶望的に悪い。
アケビ
ミヤマキリシマの助手。コスプレ好き。
サツキ
両親はサムライに殺された孤児の幼女。ミヤマキリシマを「しぇんしぇー」と呼び慕っている。
オミナエシ
ハクサンボクの娘。ミヤマキリシマと共にハクサンボクの下で修行をしていたが、着いていけず逃げ出したので、負い目を感じている。ボディビルダーの様な筋肉質な体をしており、かなりの腕力を持つが、その姿からは想像もつかないほどに消極的で内気な性格である。その為、なぜ鍛え抜かれた体格なのかは謎である。
ハクサンボク
医者であり世界で唯一魂鋼を鍛えることができる人物。ミヤマキリシマの医学の師で、オミナエシの父でもある。
コクリュウ
前王ラクウショウから王位を奪った新王。強力な国家を目指すため、魂鋼を手中に収めたがっている。
ハクレン
コクランの妹。姉のコクランと同じく魂の力が大きい。
ツワブキ
コクリュウの兄。攻め込もうとしている外国との密約を果たそうとしている。
リョウブ
コクリュウの友人であり、気功医。脳を傷つけずに手術でき、様々な能力を引き出すことが可能である。